# Alberto Castellani
Alberto Castellani (Verona, 17 ottobre 1961) è un ex arbitro di calcio italiano.

## Carriera
Appartenente alla sezione AIA di Verona, debuttò in Serie B nella stagione 1998-1999, il 20 settembre 1998 nella partita Cremonese-Fidelis Andria.
Esordì in Serie A durante il campionato 1999-2000, il 28 novembre 1999 nell'incontro Lecce-Venezia. L'ultima gara diretta in massima serie, risalente alla stagione 2004-2005, è stata Siena-Cagliari del 2 febbraio 2005. Smise di arbitrare al termine di quella stessa annata.
Ha un consuntivo finale di 14 direzioni in partite di Serie A e di 111 arbitraggi in gare di Serie B.
Appeso il fischietto al chiodo, è diventanto opinionista e commentatore per l'emittente Telenuovo nel programma Alè Verona dove giudica e interpreta le valutazioni arbitrarie dei direttori di gara nelle partite degli scaligeri.